# タッチプランニング
株式会社タッチプランニングは、日本の東京都港区にある番組制作会社。

## 概要
1991年（平成3年）創業。代表取締役は有賀達也。映像制作部門から独立した株式会社ジェイキャストや芸能部門から独立した株式会社アートタッチなどを傘下に持つ。
創業以来、民放各局のテレビ番組を軸に、主に映像制作を中心とした業務を続けているが、ニューメディアへの積極的な取り組みも多く、最近はネットや携帯電話などと連動した、テレビ番組以外のクロスメディアビジネス展開もしている。映像制作のジャンルとして、映画・音楽・DVD・イベントからスポーツまであらゆるものを手掛けている。近年は『玉ニュータウン』や『アニソン★カフェ ゆめが丘』などアニメ・声優業界との連携によるユルキャラソフトを制作している。

## 制作協力番組
日本テレビ
- 『アリゾナの魔法』
- 『企業NOW』
- 『企業ウォッチング』
- 『企業Gメン』
- 『汐留スタイル』
- 『プレミアムスウィッチ』　2008.04 - 2011.04
- イメージキャンペーン発案、企画、制作
  - 『NITTELE DA BEAR』キャンペーン
  - 『日テレ系エコウィーク2009』キャンペーン
  - 『学校って何?』キャンペーン　
  - 『Be TARO』キャンペーン　
  - 『日テレちん』キャンペーン　
  - 『&日テレ』キャンペーン　
  - 『日テレちゃんパワー』
  - 『日テレ営業中』
  - 『日テレ式』
  - 『日テレブランド』など

テレビ朝日
- 『気になる!』制作協力　2004.01 - 2004.03
- 『快適ズバリ!』制作協力　2004.04 - 2005.06
- 『いま得!』　制作協力　2005.07 - 2005.10

テレビ東京
- 『テリー伊藤のネホリハホリ』　2011.10 - 2012.03
- 『お笑い記者グランプリ! 2010』（制作協力）2010.12.18 OA
- 『韓流イケメン』（制作協力）2008.04.26 OA
- 『ザ・熱中ナイト!』（制作協力）2007.12.30　OA
- 『秋葉な連中』（制作協力）2002.10 - 2003.03
- 『品川庄司の秋葉☆りむじん』（制作協力）2003.04 - 2003.09
- 『アイアイタイフーン』（制作協力）2003.10 - 2003.11

テレビ大阪
- 『農ドルちゃん』 2005.10 - 2006.03

テレビ神奈川
- 『Heart Beat !』　2013.04 -

テレビ神奈川・千葉テレビ・三重テレビ・KBS京都（4局共同制作）
- 『名前で呼ぶなって!』　2007.04 - 2008.03

テレビ神奈川・KBS京都
- 『アニソン★カフェ ゆめが丘』2009.01 - 2009.09

東京メトロポリタンテレビジョン（TOKYO MX）
- 『テリー伊藤のトラブルハンター』　2014.10 -
- 『超×D Music+Z』　2014.01 - 2014.06
- 『超×D Music+』　2013.04 - 2013.12
- 『超×D』　2013.01 - 2013.03
- 『テリー伊藤の世界のタビセツ』 2011.04 -
- 『BATTLE☆DISH//』 2014.01 - 2014.3
- 『ガリンペイロex』 2008.04 - 2008.10
- 『貞方Style』　2007.10 - 2007.12
- 『ロケハン行ってきました。』2017.11-

テレビ埼玉
- 『モテ福』　2013.04 - 2018.03
- 『玉ニュータウン』　2008.06 - 2013.03
- 『関口さん1』　2006.09 - 2008.02（イーエス・エンターテインメントとの共同制作）
  - 『関口さんII』　2005.08 - 2006.08（同上）

BS日テレ
- 『ジャイアンツ独占チャンネル』（制作協力）1999.12 - 2003.03
- 『デジ生ジャイアンツ』（制作協力）2002.04 - 2006.03
- 『アジアバレーボール選手権大会』（制作協力）（中継）
- 『平塚競輪』（制作協力）（中継）

BSフジ
- 『お台場系Bikini de まにゅまにゅ』（制作協力）2003.04 - 2005.04
- 『絶品！野田印-アイドル特急便-』　2005.08 - 2006.08

BS朝日
- 『超D.プリカスZ』 2014.06 -
- 『15-0フィフティーンラブ』（制作協力）2003.04 - 2004.03

CS その他
- 『ヨシモトファンダンゴ』
- 『スターカラオケ』
- 『エコーミュージック』

## イベント制作
- 『秋葉な連中』クリスマスイベント　2002.12.25
- 『15-0（フィフティーン・ラブ）ひなまつりライブ』　2004.3.3
- 『日テレBEACHHOUSE @seazoo』　2006.7.26
- 『ハレンチ☆パンチゲームの女王』　2007.3.18
- 『アニソン★カフェ ゆめが丘』　2009.6.27
- 『玉ニュータウン市民大交流会』　2009.7.2
- 『玉ニュータウン第2回大交流会』　2010.10.10
- 『玉ニューロックフェスティバル‘12～赤字が出たら番組終了～』　2012.2.26
- 『玉ニュータウン中交流会　玉連総会』　2013.2.10
- 『モテ福祭り～笑いも涙も素顔も出しまSP』　2014.2.2
- 『「超×D」スペシャルライブ＆トーク(神)イベント』　2014.4.28
- 『モテ福祭り！モテ福VSバーニャ＆カウダ』　2014.8.3
- お笑い芸人ライブ「プリプリプリンス」　運営協力
- 『SONY』新作ゲームイベント
- 『RWPPI』新製品イベント
- 『イエローキャブ』ライブ
- 『雅』 博品館ライブ
- 『秋葉☆りむじん』イベント
- 『秋葉なバースディー』ライブ
- 『アジアン美少女ファイル』イベント

他、アーティスト系ライブ、秋葉系アイドルライブ、ディナーショー、 学園祭ライブなどを各種、企画・制作・運営

## イベント・ライブ 収録
イベント収録
- 『EBiDAN THE LIVE ～ 飛び出すEBi本 2014 Summer Party ～』
- 「超特急・DISH//・カスタマイZ・PrizmaX」　各Live収録
- 『JAMIROQUAI at 東京ドーム』　東京ドーム　他

舞台収録
- 『飛龍伝 2014』 青山劇場
- 『舞台 新撰組異聞PEACE MAKER』
- 『tvkアニメまつり』　　　　　　　　他

## 映画制作
- 『SUMO lah』　福岡国際映画祭招待作品 （2007年マレーシア・日本）
- 『愛しあう事しかできない』　原作：桜沢エリカ、主演：武田真理子
- 『中谷彰宏の美女から学ぶモテるオヤジの裏技』

## CM制作
- 『上野クリニック』　2013年
- 『株式会社　ヴァーナル』　2011年
- 『株式会社　飯田産業』　2006年

## ラジオ制作
有線ブロードネットワークス CG37チャンネル
- 『ASIAN美少女ファイル』 企画制作著作

FM-Fuji
- 『ジャングルパラダイス』 企画制作

## WEB制作
- hulu『EBiDAN CHANNEL』
- BeeTV『テリー伊藤のアナタの代わりに調べます』
- 『政府インターネットテレビ』 企画制作
- Yahoo!バラエティ『爆笑!よしもと劇場』 企画制作
- Yahoo!バラエティ『myzo（マイゾー）』

## 企業VP制作
- 日本アイ・ビー・エム（商品紹介、会社紹介など）
- NTT（商品紹介）
- BOSE（商品紹介ほか）
- マイクロソフト（商品紹介）
- ヤマハ（市販用教育ソフト）
- セガサミー

他多数を企画・制作

## イラストブック
ARイラストブック・ドラマCD・キャラソンCD
- 『ハルモニアの気がかり』　2013年

## DVD制作
- アーティストPV・アイドルDVDなど多数制作

## 主な所属タレント・クリエイター
マネジメント部門をアートタッチとして分社したため所属タレント等は移籍している

## 関連会社
- 株式会社アートタッチ
- 株式会社ジェイキャスト